# Neuendorf (Putbus)
Neuendorf (ⓘ, früher auch teilweise Niendorf, Niendorp) ist ein Ortsteil der Stadt Putbus im Landkreis Vorpommern-Rügen in Mecklenburg-Vorpommern.
Der Ort, heute überwiegend ein Zeilendorf mit ca. 200 Einwohnern, liegt am Nordteil des Rügischen Boddens. Er schließt sich lückenlos an den Ortsteil Lauterbach an.

## Geschichte

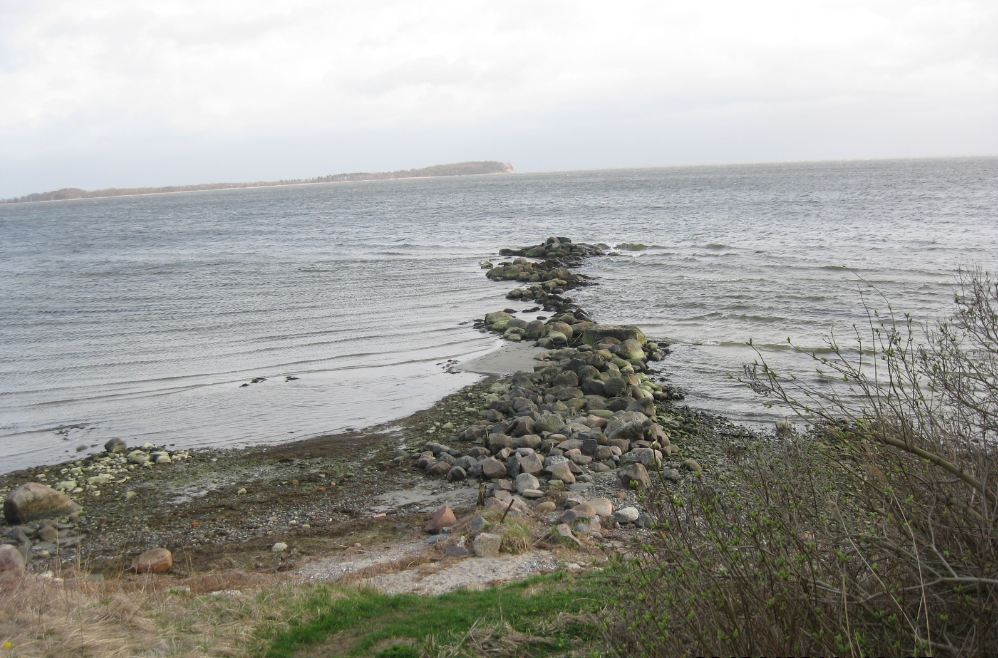
Reste der Landungsbrücke

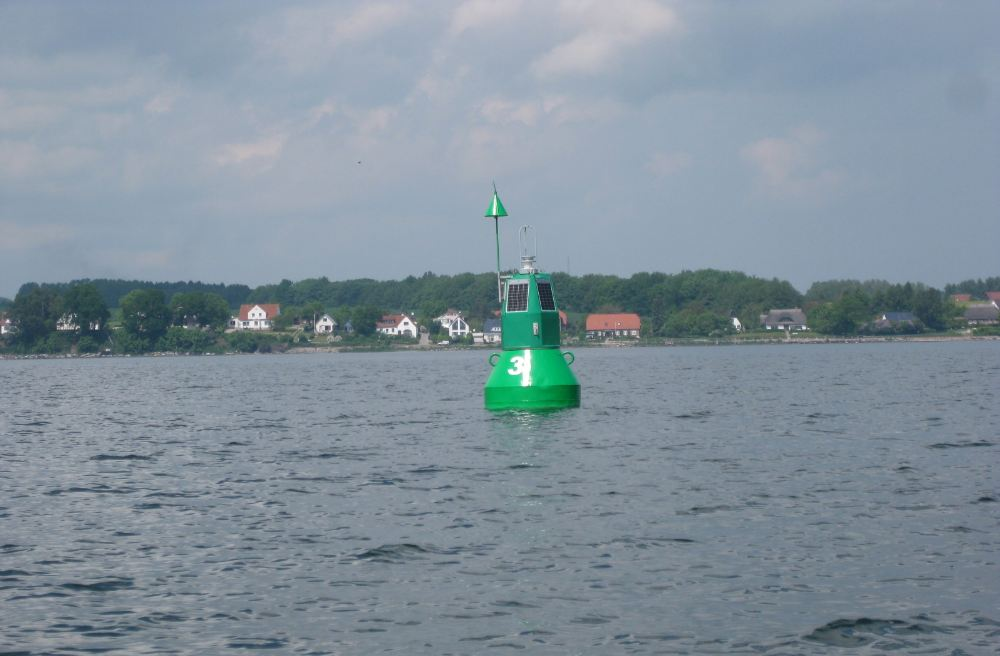
Neuendorf vom Wasser aus gesehen

Neuendorf gehörte zu allen Zeiten zur Stadt (Herrschaft, Gemeinde) Putbus. Die ältesten Besiedlungen lagen am sogenannten Dreieck (Groß Niendorp) und später weiter östlich an der Mündung des Hohlbaches (Klein Niendorp). Die schwedische Matrikelaufnahme von 1694 weist 6 Vollbauern- und 4 Kossatenhöfe aus. Neuendorf war über Jahrhunderte die gesetzliche Anlandestelle von Putbus, die fürstliche Chronik spricht 1805 vom „Neuendorfer Hafen“, der nach 1834 durch den Bau der fürstlichen Landungsbrücke im heutigen Lauterbach verfiel. Reste der 80 m langen Steinbrücke sind östlich der Mündung des Hohlbaches im Wasser zu sehen.
Nach Grümbke (1819) wurde „im Sommer 1816 am Neuendorfer Strand der Badeplatz der neuen Putbusser Seebadeanstalt mit vier Badewagen für Damen und Leinwandzelten für 'Mannspersonen' eröffnet“. Damit war in Neuendorf zwei Jahre vor der feierlichen Grundsteinlegung (3. August 1818) des Friedrich-Wilhelm-Bades an der Goor die erste Seebadeanstalt Rügens.
Nach 1815 setzte weiterhin eine rege Entwicklung des Fischfanges durch Vergabe von Konzessionen ein. Die ständige Bedrohung durch Sturmhochwasser wurde durch Uferschutzbauten in den 1930er Jahren, 1959 und 1989 nachhaltig eingedämmt. Landwirtschaft und Fischerei bildeten lange Zeit das wirtschaftliche Rückgrat des Ortes. Es gab bis Anfang des 20. Jahrhunderts eine nennenswerte Schiffer-Tradition. Von 1839 bis 1932 bestand in Neuendorf eine Volksschule, von 1922 bis 1946 eine Bootswerft.
Der Fremdenverkehr ist ein seit etwa 1890 bis heute ein zunehmender Erwerbszweig. Ab etwa 1950 setzte erneut eine exzessive Bautätigkeit (Lückenbebauung) ein, die bis heute andauert.
Im gesamten mittleren Ortsteil bietet sich ein unverbauter Blick auf die 3 km entfernte Insel Vilm.

## Infrastruktur
Am Westrand des Ortes befindet sich ein Naturstrand. Die gewerblichen Aktivitäten sind zunehmend abgewandert.

## Naturschutzgebiete
Das Naturschutzgebiet Wreechener See liegt 2 km südwestlich und das Naturschutzgebiet Goor-Muglitz: Freetzer Niederung und Goor 2 km östlich von Neuendorf. Am Strand befindet sich eine 1908 angelegte Kopfweidenallee.

## Baudenkmale
Die Wohnhäuser – z. T. mit Stall – in der Dorfstraße Nr. 11, Nr. 20, Nr. 22 (ehemalige Schule), Nr. 37, Nr. 38 und Nr. 51 sind als Baudenkmale ausgewiesen.